# تقدیم محوری

حرکت تقدیمی زمین: زمین روزی یک دور در جهت پیکان سفید پیرامون محور خود (پیکان سرخ) می‌چرخد. ولی خود این محور به آرامی می‌پیچد (دایرهٔ سفید) که یک دورش حدود ۲۶٬۰۰۰ سال می‌کشد.

در اخترشناسی تقدیم محوری (به انگلیسی: axial precession) یا پیش‌روی محور جابه‌جایی گرانشی جهت‌گیری محور چرخش جسم آسمانی را گویند که پیوسته و کُند تغییر می‌کند.
به معنای اخص به حرکت تقدیمی محور زمین گفته می‌شود. شکلی که محور زمین درست می‌کند مانند دو مخروط است که رأسشان در مرکز زمین است. یک دور گشتن این محور حدود ۲۶هزار سال می‌کشد که در اختربینی بدان «سال افلاطونی» یا «سال بزرگ» گویند.
نوعاً منظور از اصطلاح «تقدیمی» همین حرکت درازمدت است و دیگر تغییرهای محوری (ناوش (رقص محوری) و حرکت قطب) بزرگی ناچیزی دارد.
پیش‌روی محور زمین را در تاریخ تقدیم اعتدالین (به انگلیسی: precession of the equinoxes) می‌نامیده‌اند، زیرا اعتدال بهاری و پاییزی به سوی غرب درون دائرةالبروج حرکت می‌کند نسبت به ستارگان ثابت (خلاف جهت حرکت خورشید در دایرهٔ بروج). البته این اصطلاح اکنون غیرتخصصی است و بدون محاسبات دقیق ریاضی.
کشف تقدیم اعتدالین را به هیپارکوس (ابرخس) نسبت می‌دهند، ولی یافته‌هایی که از سنگ‌نبشته‌ها به دست آمده‌است نشان می‌دهد که محاسبات و اظهارات وی سخت متکی بوده به مبانی نجوم بابِلی که مربوط به قرن‌ها پیش از اوست.
با پیشرفت ریاضیات و بهبود محاسبهٔ نیروی گرانش میان سیاره‌ها در نیمهٔ نخست سدهٔ نوزدهم میلادی مشخص شد که به‌کندی خود دایرهٔ‌بروج هم تغییر می‌کند. این حرکت حرکت تقدیمی سیاره‌ای نام گرفت. در اوایل سال ۱۸۶۳ (میلادی) مؤلفهٔ غالب حرکت تقدیمی خورماهی (خورشیدی‌ماهی) و ترکیب این دو مؤلفه (به جای تقدیم اعتدالین) حرکت تقدیمی عمومی نام گرفت.
تقدیم خورماهی معلول اثر نیروی گرانش خورشید و ماه بر برآمدگی استوای زمین است، که باعث می‌شود با توجه به فضای لختی محور زمین بجنبد. زاویه‌ای که میان نیروی گرانش دیگر سیاره‌ها بر زمین و صفحهٔ مدار زمین (دایرهٔ‌بروج) هست باعث می‌شود که صفحهٔ مدار زمین آهسته نسبت به فضای لختی تغییر کند. حرکت تقدیمی خورماهی ۵۰۰ بار قوی‌تر از تقدیم ناشی از دیگر سیاره‌ها است. افزون بر خورشید و ماه دیگر سیاره‌ها نیز باعث حرکت جزئی محور زمین در فضای لختی می‌شود که تباینی در مؤلفه‌های خورماهی درست می‌کند در مقابل مشتبه‌سازی سیاره‌ها. همین شد که در سال ۲۰۰۶ (میلادی) اتحادیهٔ بین‌المللی اخترشناسی گفت که به جای مؤلفهٔ غالب بگوییم پیش‌روی (تقدیم) استوا عوضِ مؤلفهٔ کهتر بگوییم پیش‌روی دایرهٔ‌بروج و ترکیبشان همان حرکت تقدیمی عمومی بگوییم. البته بسیاری از منابع گذشته از اصطلاحات قدیمی‌تر استفاده می‌کنند.

## پی‌نوشت و منبع
1. ↑  «حرکت تقدیمی» [نجوم] هم‌ارزِ «precession»؛ منبع: گروه واژه‌گزینی. دفتر دوم. فرهنگ واژه‌های مصوب فرهنگستان. تهران: انتشارات فرهنگستان زبان و ادب فارسی. شابک ۹۶۴-۷۵۳۱-۳۷-۰ (ذیل سرواژهٔ حرکت تقدیمی)
2. ↑  Hohenkerk, C.Y., Yallop, B.D., Smith, C.A., & Sinclair, A.T. "Celestial Reference Systems" in Seidelmann, P.K. (ed.) Explanatory Supplement to the Astronomical Almanac. Sausalito: University Science Books. p. 99.
3. ↑  «تقدیم اعتدالین» [نجوم] هم‌ارزِ «precession of the equinoxes» (انگلیسی)؛ منبع: گروه واژه‌گزینی. (۱۳۷۶-۱۳۸۵). فرهنگ واژه‌های مصوب فرهنگستان. تهران: انتشارات فرهنگستان زبان و ادب فارسی. شابک ۹۷۸-۹۶۴-۷۵۳۱-۷۷-۱ (ذیل سرواژهٔ precession of the equinoxes)
4. ↑  Astro 101 – Precession of the Equinox بایگانی‌شده  در ۲ ژانویه ۲۰۰۹ توسط Wayback Machine, دانشگاه غربی واشنگتن آسمان‌نما, accessed 30 December 2008
5. ↑  Robert Main, Practical and Spherical Astronomy (Cambridge: 1863) pp.203–4.
6. ↑  James G. Williams, "Contributions to the Earth's obliquity rate, precession, and nutation", Astronomical Journal 108 (1994) 711–724, pp.712&716. All equations are from Williams.
7. ↑  «IAU 2006 Resolution B1: Adoption of the P03 Precession Theory and Definition of the Ecliptic» (PDF). بایگانی‌شده از اصلی (PDF) در ۶ آوریل ۲۰۲۰. دریافت‌شده در ۲۲ مارس ۲۰۱۳.